# Le Salbert
Le Salbert est un mont du massif des Vosges situé au nord-ouest du Territoire de Belfort. Il est facile de le reconnaître grâce à l'imposante antenne TDF perchée à son sommet. Ce massif possède un important patrimoine militaire, notamment le fort du Salbert.

## Géographie

### Situation
Cette colline est située sur la commune de Belfort. Au sud du Salbert se trouvent les communes de Cravanche et Belfort, à l'est est placé Valdoie, au nord se positionne Évette-Salbert, puis enfin Châlonvillars à l'ouest.

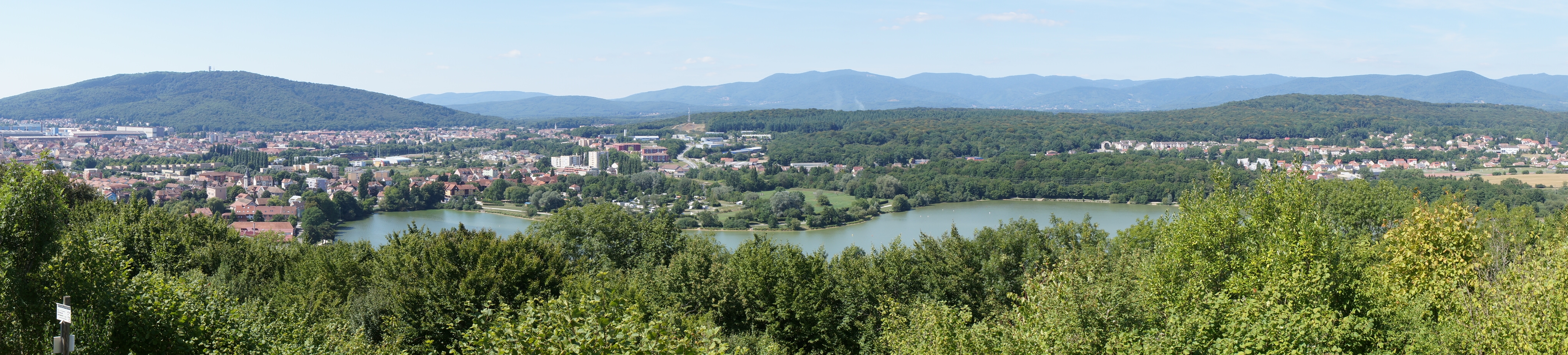
Le Salbert (à gauche) et la ligne bleue des Vosges dans le paysage de Belfort, vue prise depuis la Miotte.

### Géologie
Le Salbert, composé de roches métamorphiques, appartient aux Vosges contrairement au Mont, petite colline située à proximité et surplombant Belfort appartenant au Jura. On peut donc le qualifier de « pré-Vosges ».

## Histoire
Un fort est construit sur le Salbert entre 1874 et 1877. Il est baptisé du nom du général François Joseph Lefebvre. C'est un ouvrage faisant partie des fortifications de l'Est de la France du type Séré de Rivières et faisant partie intégrante de la place forte de Belfort.
Dans les années 1950 jusqu'en 1972, le fort est intégré dans un ensemble plus vaste appelé Ouvrage « G » de la D.A.T.

## Activités

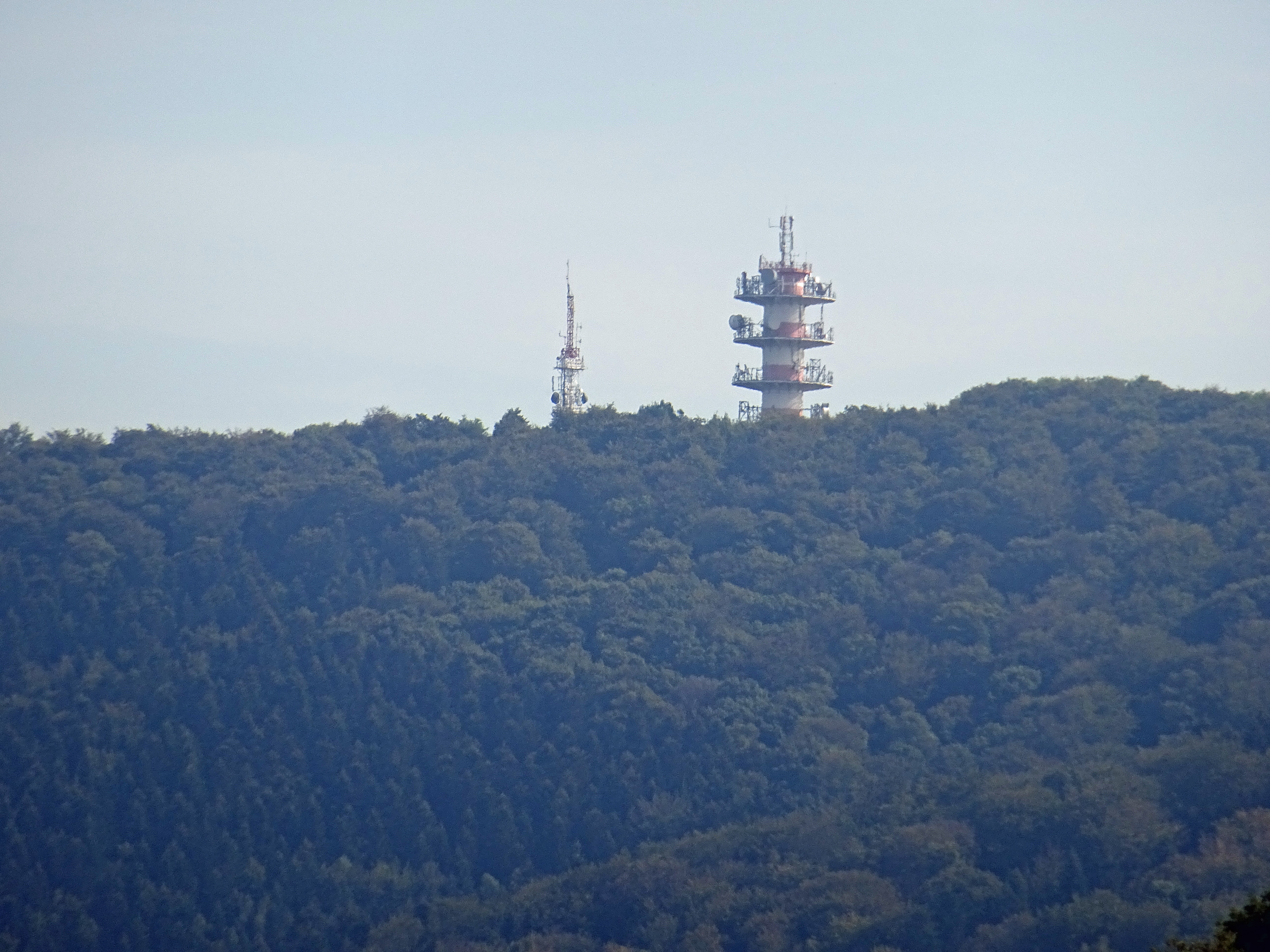
Vue éloignée des antennes.

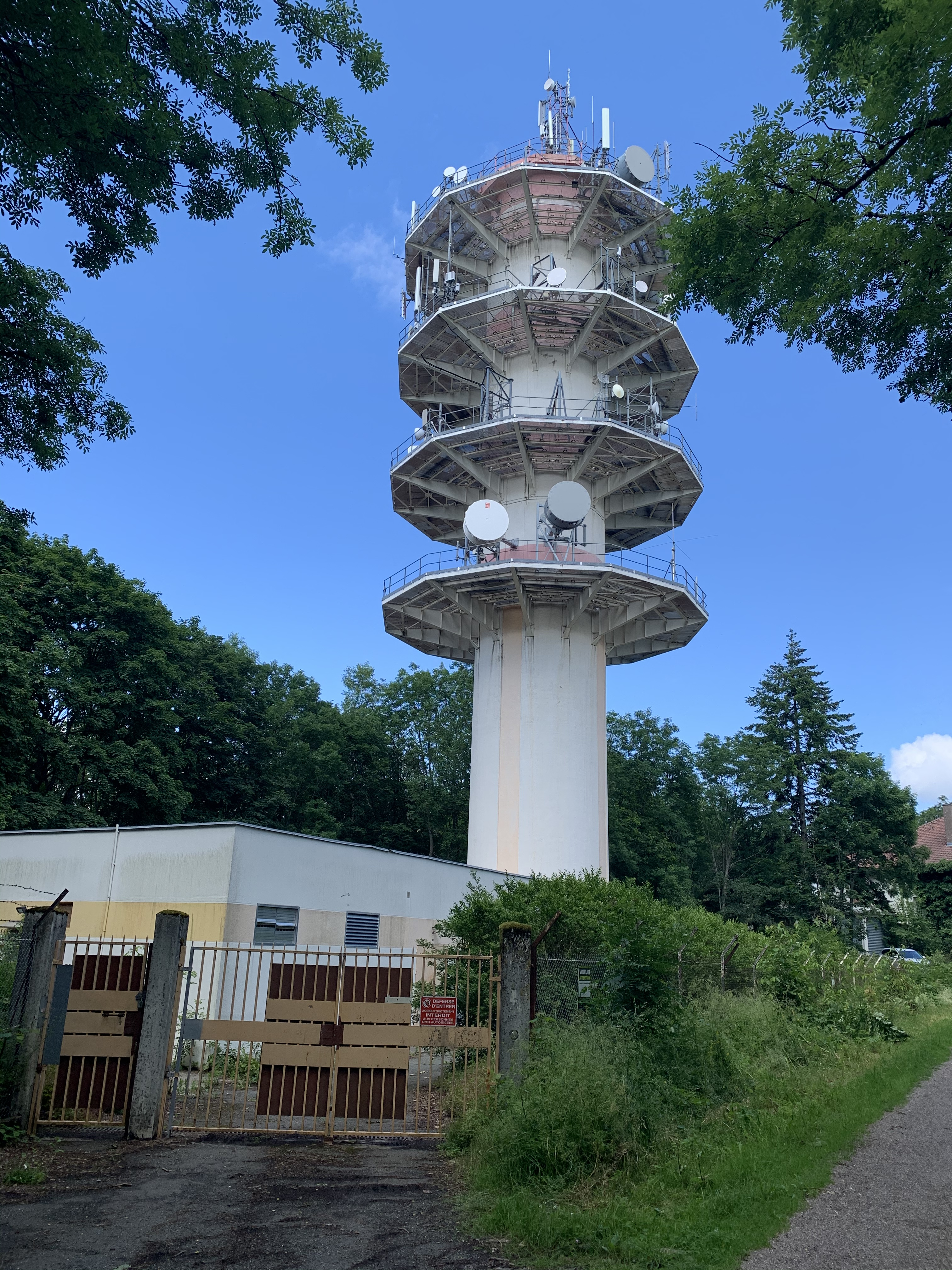
Antenne mobile du Salbert, vue de près.

### Télécommunication
Une antenne TDF, située au sommet de la montagne, sert Belfort et les environs.
L'antenne de téléphonie mobile numéro 463688 est située sur la commune de Belfort et culmine à 52,7 mètres de hauteur. Cette station relais est équipée en 4G. Le meilleur débit théorique disponible pour cette antenne est de 375 Mb/s.

### Tourisme
Des sentiers pédestres permettent la pratique de la randonnée parmi les vestiges militaires, notamment le sentier de grande randonnée 5.

La batterie Est-enveloppe du fort du Salbert en hiver.